# Raión de Beli
El raión de Beli (ruso: Бельский райо́н) es un distrito administrativo (raión) ruso perteneciente a la óblast de Tver. Su forma de autogobierno local es desde 2022 la de ókrug municipal (Бельский муниципальный округ), albergando su territorio un único ayuntamiento con sede en la capital distrital homónima. Se ubica en el suroeste de la óblast.
En 2021, el raión tenía una población de 5089 habitantes, de los cuales 3125 viven en la ciudad de Beli. Los otros casi dos mil habitantes se reparten en 140 localidades rurales, de las cuales las más pobladas son Kavélshchino (de casi cuatrocientos habitantes), Búdino (de algo más de trescientos habitantes) y Prígorodni (de algo más de doscientos habitantes).
El raión limita al sur con la óblast de Smolensk.